# Cmath
Cmath est un logiciel libre qui s'intègre à Microsoft Word. Il permet d'écrire des expressions mathématiques en utilisant à peu près la même syntaxe que sur les calculatrices utilisées au lycée.
Cmath est écrit en Visual Basic for Applications (VBA). Il est constitué d’un modèle de document contenant des raccourcis et des macros fonctionnant sous Word. Cmath met en forme les formules mathématiques en respectant les priorités, les parenthèses, les règles typographiques, etc. ce qui permet de se passer de l’éditeur d’équation.
Cmath existe également pour OpenOffice (CmathOOo), c'est un logiciel libre distribué sous licence GNU GPL.
Cmath est un projet soutenu par l'association Sésamath.